# العلاقات الآيسلندية المغربية
العلاقات الآيسلندية المغربية هي العلاقات الثنائية التي تجمع بين آيسلندا والمغرب.

## مقارنة بين البلدين
هذه مقارنة عامة ومرجعية للدولتين:
| وجه المقارنة                                              | آيسلندا          | المغرب                                 |
| --------------------------------------------------------- | ---------------- | -------------------------------------- |
| المساحة (كم2)                                             | 103.00 ألف       | 710.85 ألف                             |
| عدد السكان (نسمة)                                         | 317.35 ألف       | 36.07 مليون                            |
| الكثافة السكانية (ن./كم²)                                 | 3.08             | 50.74                                  |
| العاصمة                                                   | ريكيافيك         | الرباط                                 |
| اللغة الرسمية                                             | اللغة الآيسلندية | اللغة العربية، أمازيغية معيارية مغربية |
| العملة                                                    | كرونة آيسلندية   | درهم مغربي                             |
| الناتج المحلي الإجمالي (بليون دولار)                      | 23.91 مليار      | 109.14 مليار                           |
| الناتج المحلي الإجمالي (تعادل القوة الشرائية) بليون دولار | 15.79 مليار      | 274.06 مليار                           |
| الناتج المحلي الإجمالي الاسمي للفرد دولار أمريكي          | 50.17 ألف        | 2.88 ألف                               |
| الناتج المحلي الإجمالي للفرد دولار أمريكي                 | 46.55 ألف        | 7.49 ألف                               |
| مؤشر التنمية البشرية                                      | 0.899            | 0.628                                  |
| رمز المكالمات الدولي                                      | +354             | +212                                   |
| رمز الإنترنت                                              | .is              | .ma                                    |
| المنطقة الزمنية                                           | 00، أوروبا/لندن ‏ | ت ع م+01:00                            |

## منظمات دولية مشتركة
يشترك البلدان في عضوية مجموعة من المنظمات الدولية، منها:
| علم المنظمة | اسم المنظمة                               | تاريخ انضمام آيسلندا | تاريخ انضمام المغرب |
| ----------- | ----------------------------------------- | -------------------- | ------------------- |
|             | وكالة ضمان الاستثمار متعدد الأطراف        | 25 سبتمبر 1998       | 17 سبتمبر 1992      |
|             | منظمة الشرطة الجنائية الدولية             | ?                    | ?                   |
|             | منظمة حظر الأسلحة الكيميائية              | ?                    | ?                   |
|             | منظمة التجارة العالمية                    | ?                    | 1995                |
|             | الفريق المعني برصد الأرض                  | ?                    | ?                   |
|             | الأمم المتحدة                             | 19 نوفمبر 1946       | 12 نوفمبر 1956      |
|             | مؤسسة التمويل الدولية                     | 20 يوليو 1956        | 30 أغسطس 1962       |
|             | يونسكو                                    | 8 يونيو 1964         | 7 نوفمبر 1956       |
|             | مؤسسة التنمية الدولية                     | 19 مايو 1961         | 29 ديسمبر 1960      |
|             | البنك الدولي للإنشاء والتعمير             | 27 ديسمبر 1945       | 25 أبريل 1958       |
|             | المنظمة الهيدروغرافية الدولية             | ?                    | ?                   |
|             | الاتحاد البريدي العالمي                   | ?                    | ?                   |
|             | المركز الدولي لتسوية المنازعات الاستشارية | 14 أكتوبر 1966       | 10 يونيو 1967       |
|             | الاتحاد الدولي للاتصالات                  | 1 أكتوبر 1906        | 1 نوفمبر 1956       |

## وصلات خارجية
- موقع وزارة الخارجية الآيسلندية
- موقع وزارة الخارجية المغربية